# Alkolea
Alkolea es el tercer álbum del grupo musical vasco Itoiz, publicado en 1982.
En 1981, tras la publicación de Ezekiel y la consiguiente gira de presentación, el grupo se reformó con algunos de los músicos originales y un segundo guitarrista, Germán Ors. Con esta formación graban su tercer disco, Alkolea, en el que vuelven un tanto al sonido del primer disco, aunque con una mayor madurez musical en la instrumentación. Además, la presencia de Ors hace que las guitarras eléctricas recuperen el protagonismo, mientras que la marcha de Joseba Erkiaga (que solo interviene como invitado en una canción) provoca la ausencia de las flautas, que hasta entonces habían sido un ingrediente fundamental en la música de Itoiz, siendo sustituidas por los saxofones.
Además de Erkiaga, para la grabación del disco Itoiz contó con otros dos músicos invitados, Ángel Celada y Paco Chamorro, de la Orquesta Mondragón, grupo con el que siempre mantuvieron buenas relaciones y un cierto intercambio de músicos.

## Lista de canciones
1. Beheko plaza - 3:00
2. Hire bideak - 8:28
3. Ixilik egon hadi... ixilik! - 3:59
4. Errotaberri - 4:20
5. Lanbrora - 3:22
6. Marilyn: sagardotegia eta jazzmana - 3:40
7. Herri neurak - 5:40
8. Eroa nazan - 5:00
9. Hemen gaur - 0:46

## Integrantes
- Juan Carlos Pérez - Mandolina, guitarras y voz
- José Foisis Gárate - Bajo y voces
- Antton Fernández - Teclados
- Germán Ors - Guitarras
- Joseba Erkiaga - Gaita gallega en "Eroa nazan"
- Ángel Celada - Batería
- Paco Chamorro - Saxofones

- Datos: Q8195669